# Джефф Шиптон
Джефф Шиптон (англ. Geoff Shipton, 4 червня 1941) — австралійський плавець.
Призер Олімпійських Ігор 1960 року.